# SN 1988ag
SN 1988ag – supernowa odkryta 11 grudnia 1988 roku w galaktyce A095645+0656. W momencie odkrycia miała maksymalną jasność 18,00m.